# Graeme Edge
Graeme Charles Edge, född 30 mars 1941 i Rocester, Staffordshire, död 11 november 2021 i Sarasota, Florida, var en brittisk musiker, låtskrivare och poet.
Edge var trumslagare i rockgruppen The Moody Blues sedan starten 1964. Han var gruppens mest långlivade medlem sedan flöjtisten Ray Thomas slutade 2002. Edge har även bidragit med ett dussintal kompositioner till gruppen. 1974, då Moody Blues upplöstes, bildade han sitt eget band Graeme Edge Band som gav ut albumen Kick Off Your Muddy Boots (1975) och Paradise Ballroom (1977). 1978 återförenades Moody Blues igen och Edge var med i gruppen allt sedan dess.

## Diskografi (urval)
Studioalbum med The Moody Blues
- The Magnificent Moodies (1965, UK)
- Days of Future Passed (1967)
- In Search of the Lost Chord (1968)
- On the Threshold of a Dream (1969)
- To Our Children's Children's Children (1969)
- A Question of Balance (1970)
- Every Good Boy Deserves Favour (1971)
- Seventh Sojourn (1972)
- Octave (1978)
- Long Distance Voyager (1981)
- The Present (1983)
- The Other Side of Life (1986)
- Sur la Mer (1988)
- Keys of the Kingdom (1991)
- Strange Times (1999)
- December (2003)